# James L. McConaughy
James Lukens McConaughy (* 21. Oktober 1887 in New York City; † 7. März 1948 in Hartford, Connecticut) war ein US-amerikanischer Politiker und von 1947 bis zu seinem Tod Gouverneur des US-Bundesstaates Connecticut. Er war Mitglied der Republikanischen Partei.

## Frühe Jahre und politischer Aufstieg
McConaughy graduierte 1909 an der Yale University und machte dann zwei Master, einen 1911 am Bowdoin College und den anderen 1915 am Dartmouth College. Ferner machte er 1913 auch einen PhD an der Columbia University. McConaughy hatte eine weitgehende akademische Laufbahn. Er lehrte Englisch und unterrichtete am Bowdoin College zwischen 1909 und 1915. Danach war er als Professor in Dartmouth zwischen 1918 und 1925 beschäftigt. Er war auch Präsident des Knox College in Illinois und der Wesleyan University im Zeitraum von 1925 und 1943. McConaughy entschied sich 1938 eine politische Laufbahn einzuschlagen, als er zum Vizegouverneur von Connecticut gewählt wurde, ein Amt, das er bis 1941 hielt. Im nachfolgenden Jahr war er als Präsident des United China Relief Fund tätig. Danach war er von 1943 bis 1945 Civilian Deputy des Office of Strategic Service.

## Gouverneur von Connecticut
McConaughy gewann 1946 die Gouverneursnominierung der Republikaner und wurde kurze Zeit später gegen den demokratischen Vizegouverneur Charles Wilbert Snow zum Gouverneur von Connecticut gewählt. Während seiner Amtszeit wurden Gesetze verabschiedet, die die Einheimischen beim Wohnungsbau finanziell unterstützen, sowie 20 Millionen Dollar für den Schulbau bewilligt, der Landgemeinden gegenüber größeren Städten begünstigte. Auch die erste staatliche Mehrwertsteuer wurde eingeführt. Ferner wurden Arbeitslose unterstützt und die Renten der Alten erhöht. Es wurde auch eine Fair Employment Practices Commission gegründet sowie eine staatliche Sondervergütung für die Veteranen des Zweiten Weltkriegs bewilligt.
James McConaughy verstarb vor Ende seiner Amtszeit am 7. März 1948. Er war mit Elizabeth Townshend verheiratet. Das Paar hatte drei gemeinsame Kinder.